# Sibirocosa alpina
Sibirocosa alpina là một loài nhện trong họ Lycosidae.
Loài này thuộc chi Sibirocosa. Sibirocosa alpina được Yuri M. Marusik, Azarkina & Koponen miêu tả năm 2004.